# Me’ir Amit
Me’ir Amit (ur. 17 marca 1921 w Tyberiadzie, zm. 17 lipca 2009 w Tel Awiwie) – izraelski wojskowy i polityk, generał major (alluf), izraelski oficer, szef Amanu – wywiadu wojskowego w latach 1962–1963 oraz szef Mosadu od 1963 do 1968 roku.

## Życiorys
Urodzony w 1921 roku jako Me’ir Slutzki, wychowywał się w kibucu. Członek Hagany – podziemnej armii żydowskiej, w latach wojny o niepodległość Izraela w 1948 roku dowodził kolejno kompanią i batalionem, mianowany ostatecznie zastępcą dowódcy słynnej brygady Golani. Po wojnie nadal w siłach zbrojnych (IDF), służył w piechocie, w wojskach pancernych, podczas kampanii sueskiej w 1956 roku drugi rangą po naczelnym dowódcy Mosze Dajanie. W 1962 roku uzyskał magisterium z ekonomii na Uniwersytecie Columbia w Nowym Jorku. W 1962 roku, niemający doświadczenia w dziedzinie wywiadu, ale zrównoważony i wolny od emocji Amit, stanął na czele Amanu, wywiadu wojskowego (z czterech z jego poprzedników trzech zostało usuniętych w atmosferze skandalu). Po objęciu stanowiska szefa Amanu, po generale Chaimie Herzogu (późniejszym prezydencie Izraela) Amit wprowadził nowoczesne metody zarządzania. Udało mu się tego dokonać mimo ostrej rywalizacji i nieporozumień z szefem Mosadu Isserem Harelem oraz „memunehem” zaufanym de facto zwierzchnikiem całości działań wywiadowczych Izraela. 26 marca 1963 roku premier David Ben Gurion nieoczekiwanie wezwał Amita, dokonującego właśnie inspekcji jednostek wojskowych nad Morzem Martwym (wysłał po niego specjalny samolot), i zaproponował mu stanowisko szefa Mosadu, po sprawującym tę funkcję przez 12 lat Harelu. Na jego miejsce w Amanie mianowano jego zastępcę generała gen. Aharona Jariwa.
W książce Every Spy a Prince 1990 (wyd. pol. Każdy szpieg to książę, 1993), dwaj dziennikarze Dan Raviv i Josi Melman, tak opisują sposób pracy Amita:

Nowo mianowany szef dążył do przekształcenia Mossadu w poważną i nowoczesną organizację wywiadowczą, skoncentrowaną na zadaniu, które uważał za najważniejsze – pozyskiwanie danych wojskowych i politycznych o krajach arabskich. Mossad był dla Amita przede wszystkim narzędziem gromadzenia informacji, stąd jego niechęć do spektakularnych działań, które uważał za marnotrawstwo środków. Pod wpływem wysłuchanych w USA wykładów z zakresu ekonomii i biznesu Amit starał się naśladować amerykański styl zarządzania i właściwą Amerykanom umiejętność pracy zespołowej.

Kierował Mossadem do września 1968 roku, a więc także w czasie wojny sześciodniowej w 1967 roku. Dane wywiadowcze zebrane przez Mosad i wywiad wojskowy Aman (kierowany wówczas przez Jariwa) były jednym z najważniejszych czynników zdecydowanego zwycięstwa nad jego arabskimi przeciwnikami. Kilka dni przed wybuchem wojny Amit podczas otoczonej najgłębszą tajemnicą wizyty w Stanach Zjednoczonych oświadczył prezydentowi Johnsonowi i ówczesnemu dyrektorowi Centralnej Agencji Wywiadowczej Richardowi Helmsowi oraz sekretarzowi obrony Robertowi McNamarze, że sytuacja na Bliskim Wschodzie jest nadzwyczaj poważna, a blokada egipska, pozbawiająca Izrael dostępu do Morza Czerwonego i Oceanu Indyjskiego, zmusza go do wszczęcia działań wojennych. Po opuszczeniu Mosadu w 1968 roku (Amit został zastąpiony przez Zwira Zamira) Amit został prezesem Koors Industries, największego kompleksu przemysłowego w Izraelu. Po dziesięciu latach pracy zaczął brać udział w życiu politycznym jako deputowany do Knesetu, następnie minister transportu i łączności. W 1982 roku wycofał się z życia politycznego i wrócił do interesów. Inicjator budowy pierwszego izraelskiego satelity telekomunikacyjnego.